# Thomas Afonczenko
Thomas Afonczenko (19 de mayo de 1994) es un deportista australiano que compite en taekwondo. Ganó cuatro medallas de oro en el Campeonato de Oceanía de Taekwondo entre los años 2016 y 2022.

## Palmarés internacional
| Campeonato de Oceanía | Campeonato de Oceanía | Campeonato de Oceanía | Campeonato de Oceanía |
| Año                   | Lugar                 | Medalla               | Categoría             |
| --------------------- | --------------------- | --------------------- | --------------------- |
| 2016                  | Suva (Fiyi)           | Medalla de oro        | –68 kg                |
| 2018                  | Mahina (Francia)      | Medalla de oro        | –68 kg                |
| 2019                  | Apia (Samoa)          | Medalla de oro        | –68 kg                |
| 2022                  | Papeete (Francia)     | Medalla de oro        | –68 kg                |